# 14 (tal)
14 (fjorton (fil)) är det naturliga heltal som följer 13 och föregår 15.

## Inom matematiken
- Antal delare: 4
- 14 är ett jämnt tal.
- 14 är ett semiprimtal[1].
- 14 är ett defekt tal
- 14 är ett kvadratpyramidtal
- 14 är ett tetradekagontal
- 14 är ett Keithtal
- 14 är ett Catalantal
- 14 är ett palindromtal i det senära talsystemet.

## Inom vetenskapen
- Kisel, atomnummer 14
- 14 Irene, en asteroid
- M14, klotformig stjärnhop i Ormbäraren, Messiers katalog